# 特氏金翅雀鯛
特氏金翅雀鯛（學名：Chrysiptera traceyi），又稱特氏刻齒雀鯛，是輻鰭魚綱鱸形目雀鯛科金翅雀鯛屬的其中一種，分布於西太平洋馬紹爾群島及加羅林群島海域，深度5至40公尺，本魚體呈橢圓形而側扁，背鰭硬棘13枚、背鰭軟條10-12枚、臀鰭硬棘2枚、臀鰭軟條11-12枚，體長可達4.5公分，棲息在潟湖及臨海礁石區，成小群活動，以浮游生物、藻類為食，繁殖期成對出現，雄魚會守護魚卵至孵化，生活習性不明。